# Соколовский, Александр Геннадьевич
Александр Геннадьевич Соколовский (род. 1948) — советский хоккеист, нападающий.
В первенстве СССР играл за команды «Торпедо» Горький (1966/67 — 1971/72) и «Динамо» Рига (1972/73 — 1975/76). В чемпионате провёл восемь сезонов (1966/67 — 1967/68, 1969/70 — 1971/72, 1973/74 — 1975/76).